# Подкрај (Равне на Корошкем)
Подкрај (словен. Podkraj) је насељено место у општини Равне на Корошкем, Корушка регија, Словенија.

## Историја
До територијалне реорганизације у Словенији био је у саставу старе општине Равне на Корошкем.

## Становништво
У попису становништва из 2011. године, Подкрај је имао 85 становника.
| Број становника према пописима | Број становника према пописима | Број становника према пописима |
| ------------------------------ | ------------------------------ | ------------------------------ |
| 1991                           | 2002                           | 2011                           |
| 119                            | 74                             | 85                             |